# Anyphaenoides pluridentata
Anyphaenoides pluridentata är en spindelart som beskrevs av Lucien Berland 1913. Anyphaenoides pluridentata ingår i släktet Anyphaenoides och familjen spökspindlar.
Artens utbredningsområde är Ecuador. Inga underarter finns listade i Catalogue of Life.